# La Chapelle-Saint-Florent
Pour les articles homonymes, voir La Chapelle.
La Chapelle-Saint-Florent est une ancienne commune française située dans le département de Maine-et-Loire, en région Pays de la Loire, devenue le 15 décembre 2015 une commune déléguée de la commune nouvelle de Mauges-sur-Loire.

## Géographie
Commune angevine du nord des Mauges, la Chapelle-Saint-Florent se situe au sud du Marillais, sur les routes D 201, Bouzillé - Botz-en-Mauges, et D 152, la Boissière-sur-Èvre. Saint-Florent-le-Vieil se trouve à 4 km.
La commune de la Chapelle-Saint-Florent est située sur une entité géographique et géologique (des Mauges) où le paysage prédominant est le bocage.

## Histoire
Pendant la Première Guerre mondiale, 57 habitants perdent la vie. Lors de la Seconde Guerre mondiale, 45 habitants sont tués.
La commune nouvelle de Mauges-sur-Loire naît le 15 décembre 2015 de la fusion des 11 communes de la communauté de communes, dont la création a été officialisée par arrêté préfectoral du 5 octobre 2015.

## Politique et administration

### Administration municipale

#### Administration actuelle
Depuis le 15 décembre 2015 La Chapelle-Saint-Florent constitue une commune déléguée au sein de la commune nouvelle de Mauges-sur-Loire et dispose d'un maire délégué.
| Période                                  | Période  | Identité            | Étiquette | Qualité                  |
| ---------------------------------------- | -------- | ------------------- | --------- | ------------------------ |
| 2015                                     | 2016     | Jean-Claude Bourget |           |                          |
| 2016                                     | mai 2020 | Jean-Yves Guéry     |           | Administrateur comptable |
| mai 2020                                 | en cours | Luc Chauvin         |           |                          |
| Les données manquantes sont à compléter. |          |                     |           |                          |

#### Administration ancienne
| Période        | Période       | Identité              | Étiquette | Qualité |
| -------------- | ------------- | --------------------- | --------- | --- |
| septembre 1808 | 1821 ou 1822  | Julien Chapron        |           | ancien capitaine dans l'Armée vendéenne                                                                                      |
| 1822           | 30 juin 1834  | François Guerif       |           | |
| 30 juin 1834   | 1835          | René Ripoche          |           | Adjoint au maire, il assure l'intérim du poste de maire entre le décès de François Guerif et son élection.                   |
| 1835           | 10 avril 1837 | René Ripoche          |           | |
| 10 avril 1837  | 1837          | Julien Chapron        |           | Adjoint au maire, il assure l'intérim du poste de maire entre le décès de René Ripoche et l'élection de Jules Arnous Rivière |
| 1837           | 1878          | Jules Armous Rivière  |           | Baron |
| 1878           | 1907          | Ernest Arnous-Rivière |           | Baron, propriétaire |
| 1907           | 1912          | Léon Aillery          |           | |
| 1912           | 1916          | Ernest Arnous-Rivière |           | |
| 1919           | 1928          | Léon Aillery          |           | |
| 1928           | 1940          | François Guérif       |           | |
| 1940           | 1945          | René Toublanc         |           | |
| 1945           | 1965          | René Chéné            |           | |
| 1965           | 1989          | Joseph Bourget        |           | |
| 1989           | 2008          | Jacky Bourget         | PCF       | Agriculteur Président de la CC Canton de St-Florent-le-Vieil                                                                 |
| 2008           | décembre 2015 | Jean Claude Bourget   |           | Aviculteur |

### Ancienne situation administrative
La commune est membre en 2015 de la communauté de communes du canton de Saint-Florent-le-Vieil, elle-même membre du syndicat mixte Pays des Mauges. L'intercommunalité disparait à la création de la commune nouvelle.

## Population et société

### Démographie

#### Évolution démographique
L'évolution du nombre d'habitants est connue à travers les recensements de la population effectués dans la commune depuis 1793. À partir du 1er janvier 2009, les populations légales des communes sont publiées annuellement dans le cadre d'un recensement qui repose désormais sur une collecte d'information annuelle, concernant successivement tous les territoires communaux au cours d'une période de cinq ans. 
Pour les communes de moins de 10 000 habitants, une enquête de recensement portant sur toute la population est réalisée tous les cinq ans, les populations légales des années intermédiaires étant quant à elles estimées par interpolation ou extrapolation. Pour la commune, le premier recensement exhaustif entrant dans le cadre du nouveau dispositif a été réalisé en 2005,.
En 2013, la commune comptait 1 364 habitants, en évolution de +15,11 % par rapport à 2008 (Maine-et-Loire : +3,3 %, France hors Mayotte : +2,49 %).
| 1793  | 1800 | 1806 | 1821  | 1831  | 1836  | 1841  | 1846  | 1851  |
| ----- | ---- | ---- | ----- | ----- | ----- | ----- | ----- | ----- |
| 1 788 | 750  | 746  | 1 105 | 1 156 | 1 110 | 1 119 | 1 182 | 1 341 |

| 1856  | 1861  | 1866  | 1872  | 1876  | 1881  | 1886  | 1891  | 1896  |
| ----- | ----- | ----- | ----- | ----- | ----- | ----- | ----- | ----- |
| 1 372 | 1 296 | 1 310 | 1 265 | 1 278 | 1 335 | 1 359 | 1 311 | 1 233 |

| 1901  | 1906  | 1911  | 1921  | 1926  | 1931  | 1936  | 1946  | 1954  |
| ----- | ----- | ----- | ----- | ----- | ----- | ----- | ----- | ----- |
| 1 195 | 1 203 | 1 217 | 1 080 | 1 078 | 1 092 | 1 057 | 1 100 | 1 101 |

| 1962  | 1968  | 1975  | 1982  | 1990  | 1999  | 2005  | 2010  | 2013  |
| ----- | ----- | ----- | ----- | ----- | ----- | ----- | ----- | ----- |
| 1 131 | 1 135 | 1 179 | 1 186 | 1 186 | 1 064 | 1 090 | 1 314 | 1 364 |

#### Pyramide des âges
La population de la commune est relativement âgée. Le taux de personnes d'un âge supérieur à 60 ans (24 %) est en effet supérieur au taux national (21,8 %) et au taux départemental (21,4 %).
Contrairement aux répartitions nationale et départementale, la population masculine de la commune est supérieure à la population féminine (50,8 % contre 48,7 % au niveau national et 48,9 % au niveau départemental).
La répartition de la population de la commune par tranches d'âge est, en 2008, la suivante :
- 50,8 % d’hommes (0 à 14 ans = 19 %, 15 à 29 ans = 19,7 %, 30 à 44 ans = 18,6 %, 45 à 59 ans = 20,8 %, plus de 60 ans = 22 %) ;
- 49,2 % de femmes (0 à 14 ans = 19,2 %, 15 à 29 ans = 15,9 %, 30 à 44 ans = 20 %, 45 à 59 ans = 18,8 %, plus de 60 ans = 26,1 %).

| Hommes | Classe d’âge | Femmes |
| ------ | ------------ | ------ |
| 0,7    | 90 ans ou +  | 0,4    |
| 7,4    | 75 à 89 ans  | 11,0   |
| 13,9   | 60 à 74 ans  | 14,7   |
| 20,8   | 45 à 59 ans  | 18,8   |
| 18,6   | 30 à 44 ans  | 20,0   |
| 19,7   | 15 à 29 ans  | 15,9   |
| 19,0   | 0 à 14 ans   | 19,2   |

| Hommes | Classe d’âge | Femmes |
| ------ | ------------ | ------ |
| 0,4    | 90 ans ou +  | 1,1    |
| 6,3    | 75 à 89 ans  | 9,5    |
| 12,1   | 60 à 74 ans  | 13,1   |
| 20,0   | 45 à 59 ans  | 19,4   |
| 20,3   | 30 à 44 ans  | 19,3   |
| 20,2   | 15 à 29 ans  | 18,9   |
| 20,7   | 0 à 14 ans   | 18,7   |

## Économie
Sur 81 établissements présents sur la commune à fin 2010, 33 % relèvent du secteur de l'agriculture (pour une moyenne de 17 % sur le département), 7 % du secteur de l'industrie, 14 % du secteur de la construction, 37 % de celui du commerce et des services et 9 % du secteur de l'administration et de la santé.

## Culture locale et patrimoine

### Lieux et monuments
- Le moulin de l'Épinay[17], un moulin à vent racheté par la commune en 1985 puis restauré dès 1987, il est doté d'un système très rare en France permettant d'orienter automatiquement les ailes face au vent en permettant la rotation de la toiture : le papillon, ou moulinet d'orientation. Le moulin a été remis en fonctionnement et est ouvert à la visite. Il écrase du froment et du sarrasin grâce à sa paire de meules en silex. L'association Un Village, Un Moulin s'occupe aujourd'hui de son fonctionnement et de l'accueil des visiteurs[18].
- Le cirque de Courossé est un site naturel remarquable qui est classé depuis 1995. L'Èvre y a creusé son lit et mis au jour des affleurements de micaschistes. En 1889, une réplique de la grotte de Lourdes y fut aménagée et une croix placée au sommet du rocher. En 1892, des escaliers en lacets permirent de gravir le coteau. Un chemin de croix en mosaïques, œuvre de Victor Palussière, y fut installé en 1951. Le site est entretenu et valorisé par l'association Les Amis du site de Courossé[19],[20].
- Le château de la Baronnière.

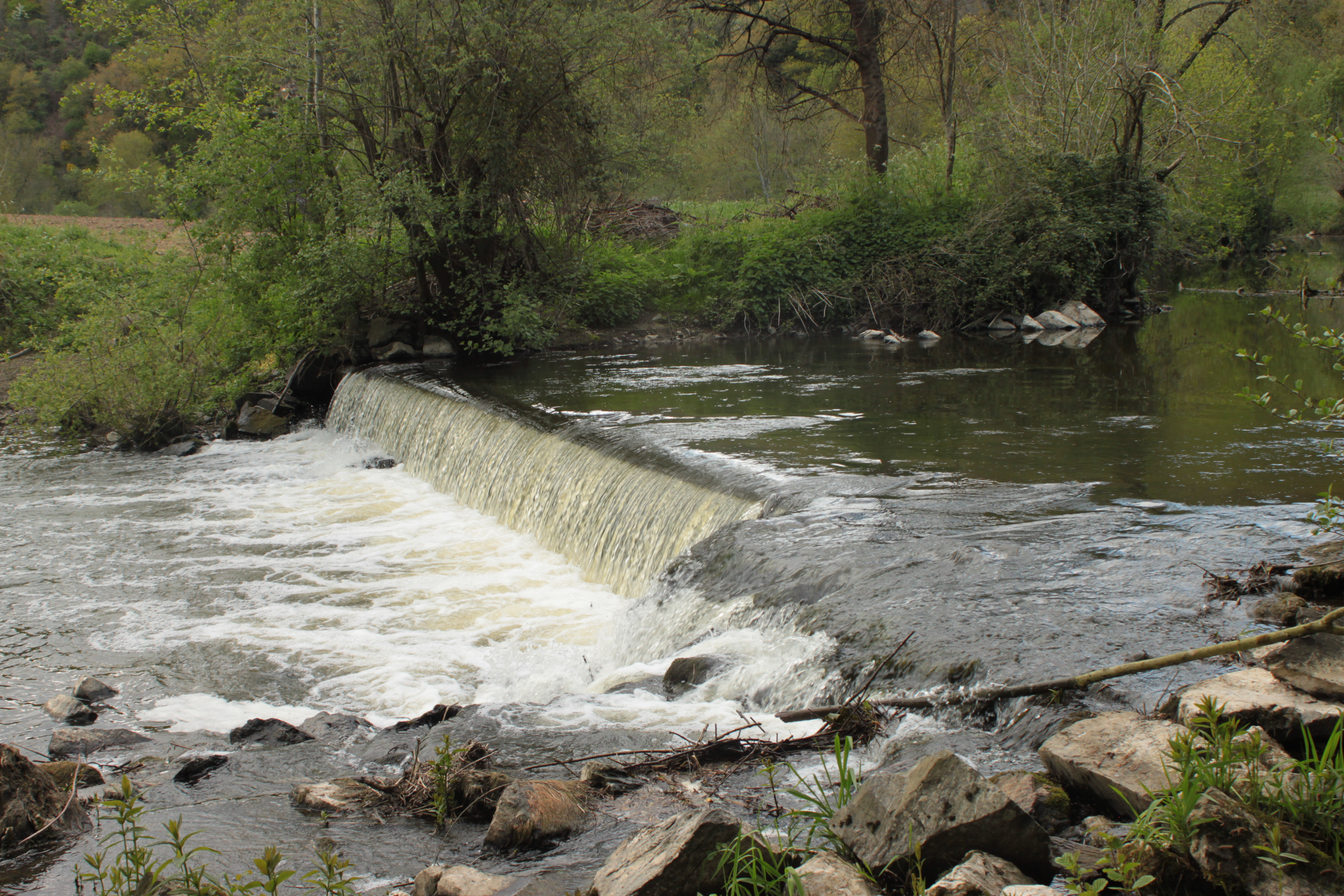
Chaussée sur l'Èvre.
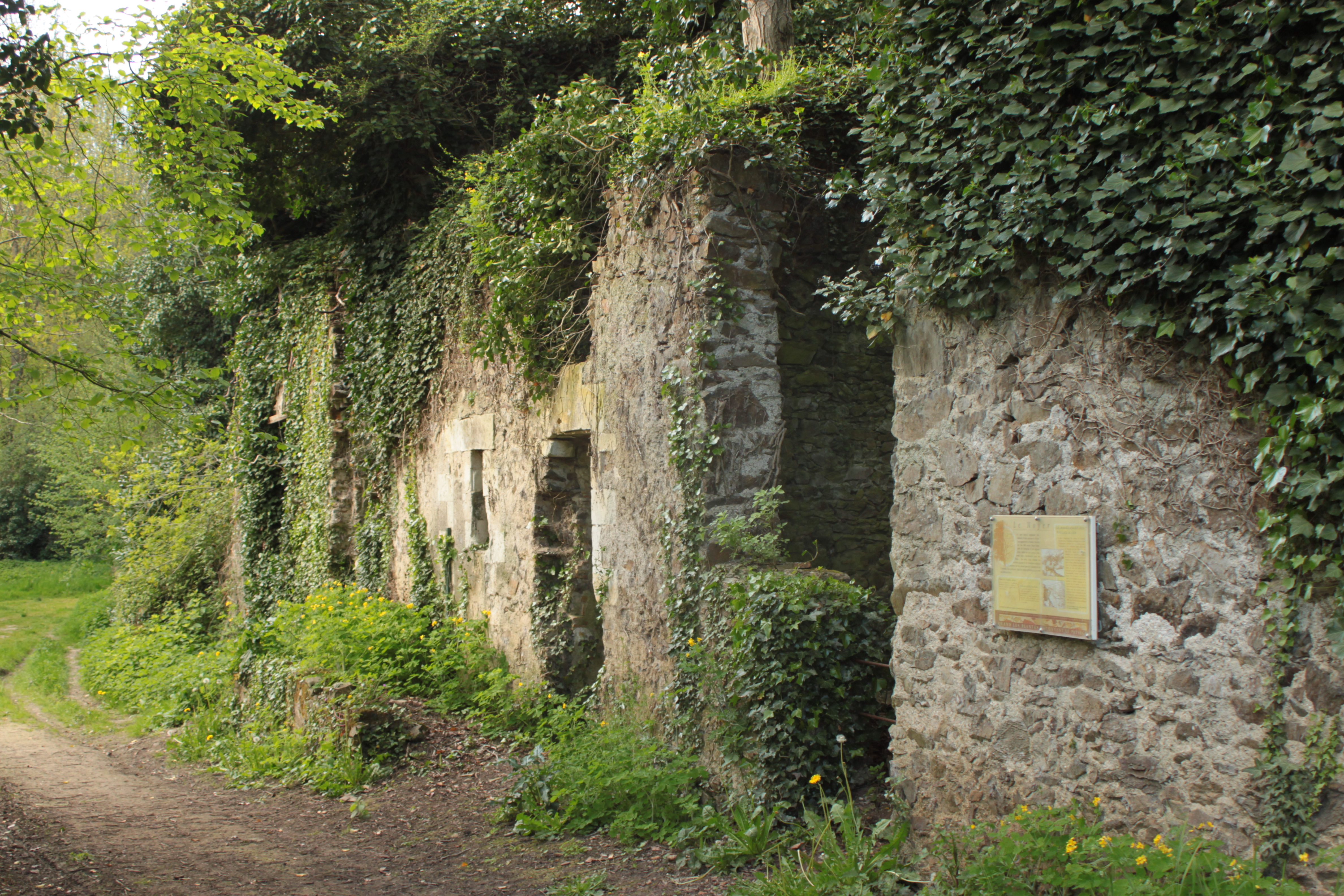
Façades en ruine du village.
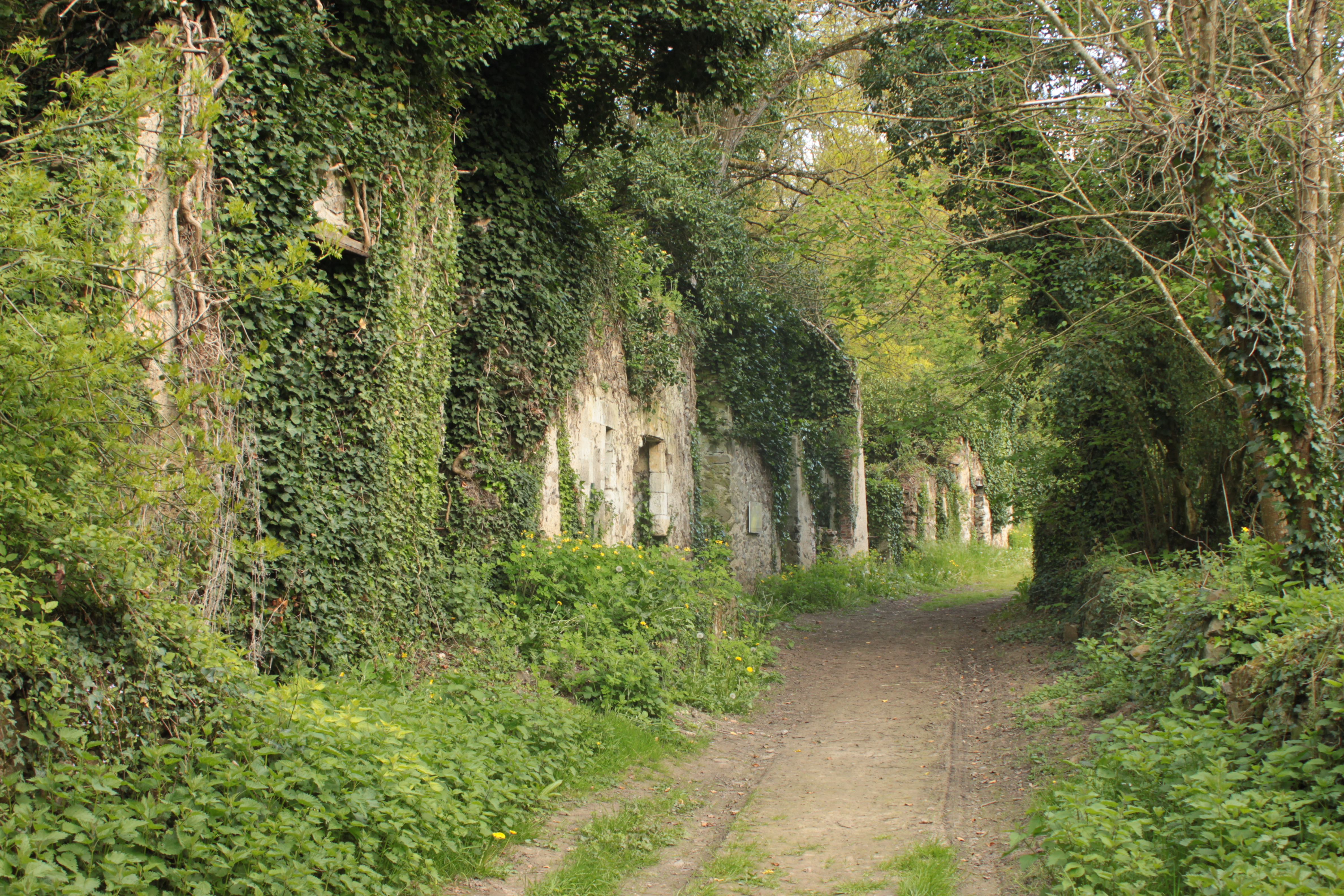
Façades en ruine du village.
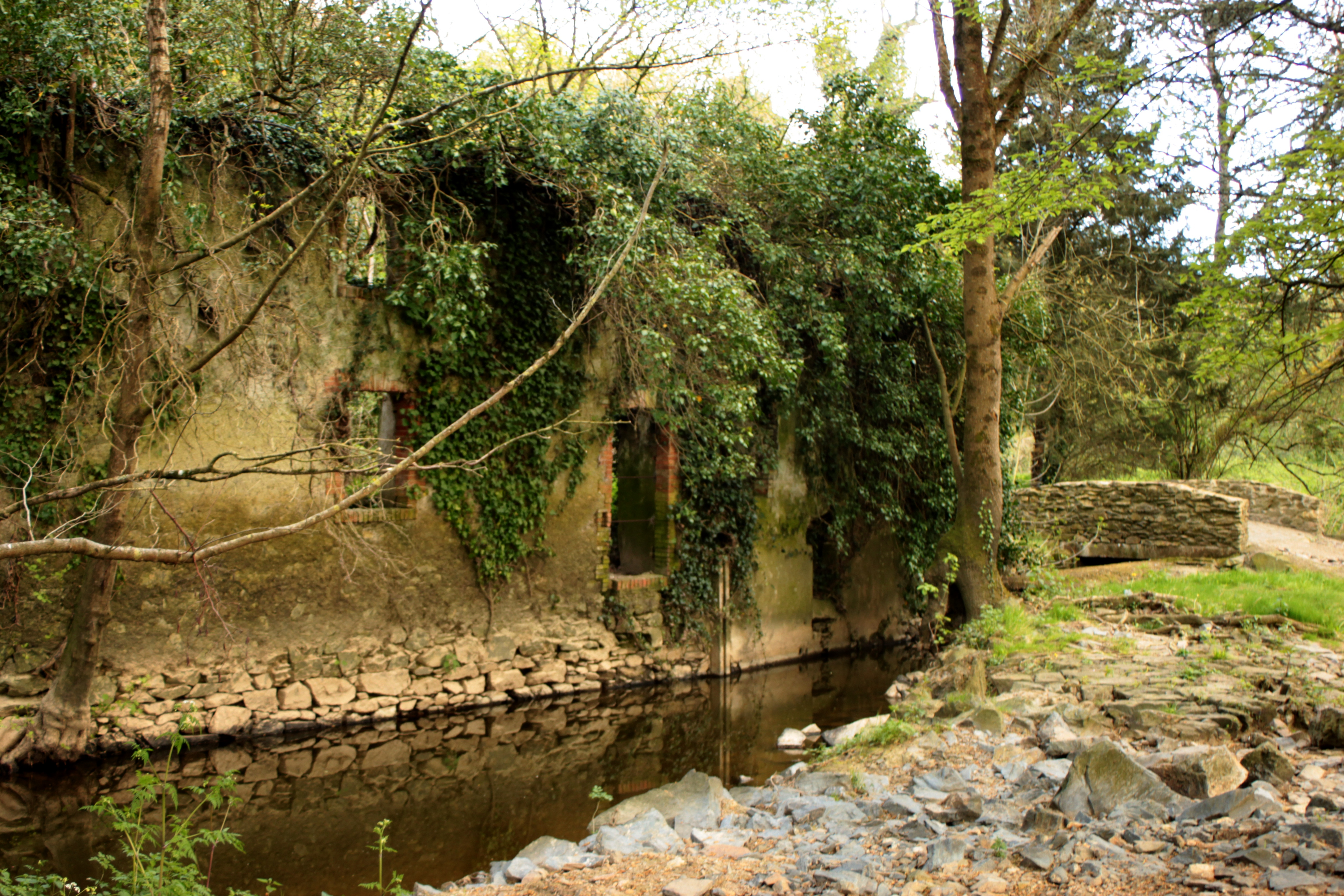
Ruines du moulin à eau.
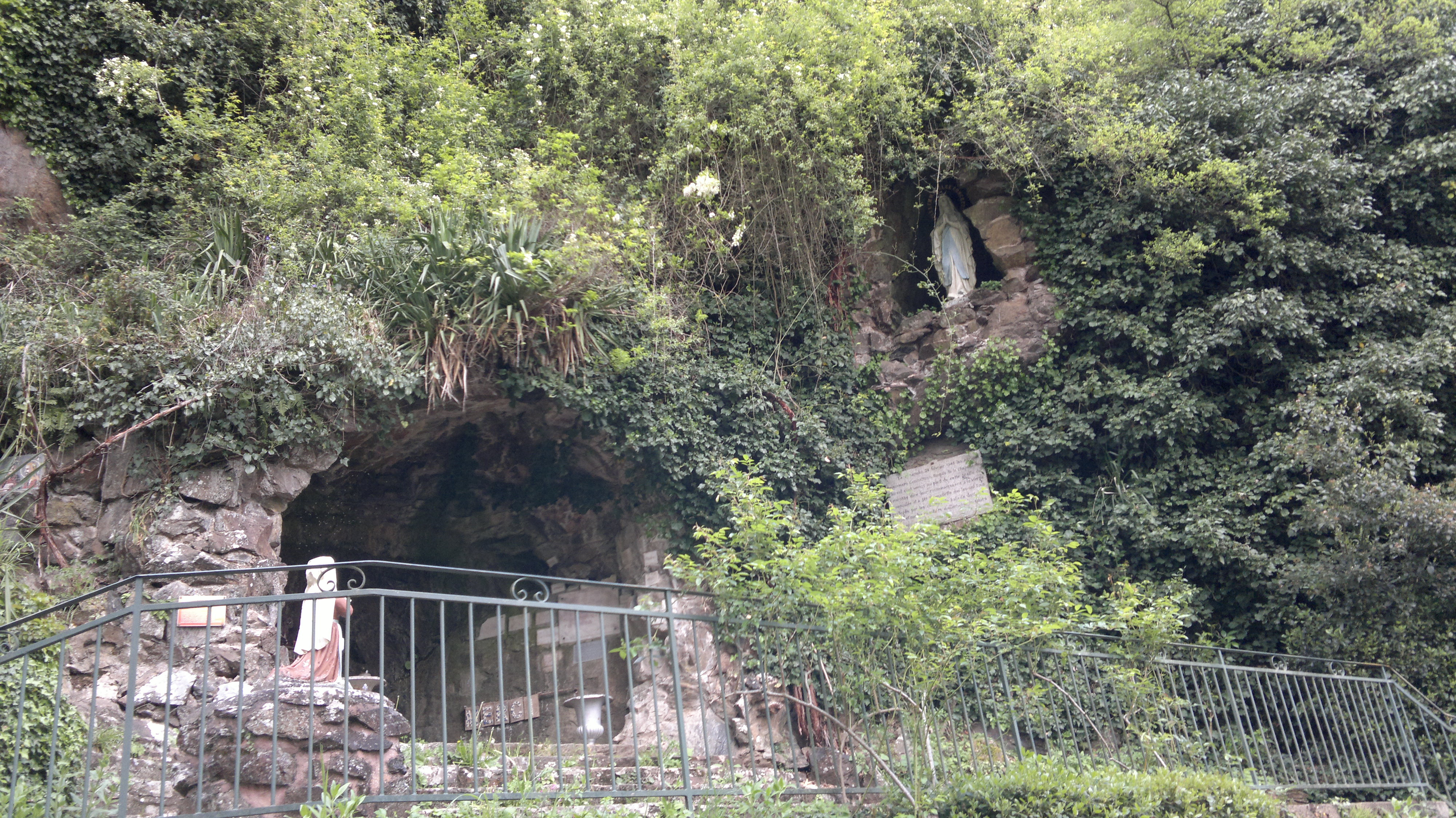
Réplique de la grotte de Lourdes.

### Personnalités liées à la commune
- Marie Joseph de Bonchamps (1749-1806), homme politique.